# 渋谷嘉助
渋谷 嘉助（しぶや かすけ、1849年9月12日（嘉永2年7月26日） - 1930年（昭和5年）2月5日）は、下総国（現在の千葉県）出身の実業家である。明治時代に日本で初めてダイナマイトを輸入した人物で、篤志家としても知られた。

## 来歴
1849年（嘉永2年）、下総国北中村で里正を勤めた渋谷理左衛門重匡の次男として生まれる。1862年（文久2年）、江戸八丁堀で小泉屋の屋号で銃砲火薬商を営んでいた叔父の忠兵衛を頼り上京するが、麻布飯倉の荒物屋へ修行に出された。商いを志すならその中心である上方を目指そうと、天保通宝2枚のみを携え、荒物屋を去る。小田原藩の奉行に拾われ、武家奉公人として京都にたどり着いた嘉助は、1872年（明治5年）には阪神間の鉄道建設の工夫請負人として頭角を現し、1876年には大阪道頓堀で商いを興した。その年の秋、郷里に帰ると理左衛門は病床にいた。嘉助は父への不孝と忠兵衛への不義理を詑び、最後の孝養に努めたが、12月13日に理左衛門は死去した。忠兵衛と嘉助の共通の知人である大塚艮城の勧めもあり、大阪の店を畳んで、渋谷商店に入社。実子がいなかった忠兵衛の養子となった。忠兵衛には養子の利兵衛がいたが、このとき財産を分けて分家させている。
1866年、アルフレッド・ノーベルがダイナマイトを発明。日本に初めて輸入されたのはその13年後の1879年（明治12年）で、日本側では渋谷商店が窓口となった。1932年岡本作富郎著『渋谷嘉助翁』によると、嘉助はダイナマイトに強い関心を抱き、洋書を調べて輸入したと記されている。渋谷商店は鉱山や鉄道建設向けの民生用火薬で業績を伸ばしたが、日清戦争では陸軍の要請を受け、兵站を受け持った。日露戦争では、旅順攻囲戦で苦戦を強いられた陸軍よりダイナマイトの供出を懇願された。嘉助は国際法違反を覚悟でイギリスのノーベル社からダイナマイトを取り寄せ、秘密裡に香港から旅順への輸送に成功した。
鉱山や鉄道の経営も行った。嘉助が出資し、渋谷商店の関連会社の渋谷鉱業所を設立。1893年に群馬県沼田町の鉱山を買収したが、前の経営者による多額の借入金が発覚。詐欺事件として新聞沙汰になった。明治より岩手県大船渡周辺に複数の石灰石やドロマイトの鉱山を所有し、釜石製鉄所に納めていたが、2005年に渋谷鉱業の倒産とともに閉山している。他にも北海道の羽幌炭鉱の権利の一部や、道内の炭鉱や鉄鉱石鉱山を所有していた。1890年には群馬県前橋市と新潟県新発田市を結ぶ上越鉄道会社に出資。前述の沼田の鉱山付近を通る計画であったが、路線選定に難航し、建設は実現しなかった。1897年には嘉助が発起人となり、台湾の淡水区から台北市、新店区を結ぶ計画の台北鉄道を設立した。1901年8月25日に淡水と台北の間が開通。主要港湾であった淡水港から砂糖などの特産品を輸出することを目論んだが、土砂の堆積で大型船の入港が困難となり、港湾の主力が基隆港に移ったことから、思うような利益は上がらなかったようである。1918年には、苫小牧市北部から炭鉱地帯を通り富良野市方面を結ぶ計画の北海道鉱業鉄道にも出資した。このほか、ラヂウム製薬など10社程度の経営に関わり、銀行や生命保険会社の取締役も歴任した。
1921年には10万円を寄付し、「財団法人中村基本財団」を設立。奨学資金や、天災地変や兵役により困窮した家族への援助を行った。民生の福祉への功績に対し、1919年に中村より表彰を受ける。1927年10月2日には紺綬褒章を受章した。1928年11月25日には、日本寺に篆額渋沢栄一、撰文三上参次、揮毫林経明による頌徳碑が建てられた。
1930年（昭和5年）2月5日、死去。享年82。

## 珊琥島
岩手県大船渡で石灰石鉱山を営んでいた嘉助は、1914年に大船渡湾内の離島珊琥島を取得した。湾を挟んだ大船渡村と赤崎村は漁業権を巡る争いが絶えず、これを憂慮した嘉助は和解を願って、1922年に両村共有の公園として島を寄贈した。1924年に大船渡村・赤崎村公園組合が結成され、後藤新平によって「珊琥島協同園」と命名された。嘉助から、公園整備費として1000円が寄付された。1943年に国の名勝に指定されたが、2011年の東日本大震災以降は訪れる人もなく荒廃が進んだ。令和に入り、東京のロータリークラブ有志により保全に向けた取り組みが進められている。

## 渋谷嘉助旧宅正門
千葉県多古町に、1910年頃に建てられたと推測される。民家では例の少ない赤煉瓦造で、正面左右を倉庫とした長屋門のような構造をとる。煉瓦の積み方 (Brickwork) は、1段ごとに交互に小口面と長手面とが現れるイギリス積みで構成される。正面の外壁は控え壁により3間に区切られ、中央は半楕円形アーチの出入口が設けられている。側面上部の2連の円形の窓も特徴的である。1999年8月23日に、国の登録有形文化財に登録された。